# 阿珀尔多伦
阿珀尔多伦（荷蘭語：Apeldoorn）是一個位於荷蘭中部省份海爾德蘭省的東部的一個城市和市镇，人口約16萬。自16世紀以來其造紙工業一直蓬勃發展。由於與荷蘭皇室淵源頗深，並且為皇室避暑的羅宮所在地，又被稱為『王城』。

## 事件
2009年荷蘭女王貝婭特麗克絲在阿珀爾多倫參加女王日的慶祝活動時，其乘坐的汽車遭一名男子駕車撞擊未遂，事件共導致現場包含凶手在內共8人死亡，皇室成員則無人受傷。荷蘭調查人員搜查行兇轎車以及該男子住所後，認定這起攻擊事件與恐怖主義無關。這是荷蘭近代針對皇室的首次襲擊事件
。